# Irina Baskakowa
Irina Iwanowna Baskakowa (russisch Ирина Ивановна Баскакова, engl. Transkription Irina Baskakova; * 25. August 1956) ist eine ehemalige sowjetische Sprinterin, die sich auf den 400-Meter-Lauf spezialisiert hatte.
1981 gewann sie Gold bei der Universiade. Im Jahr darauf wurde sie sowjetische Meisterin. Bei den Leichtathletik-Europameisterschaften in Athen wurde sie im Einzelwettbewerb Fünfte und gewann in der 4-mal-400-Meter-Staffel mit der sowjetischen Mannschaft Bronze.
1983 wurde sie bei den Leichtathletik-Weltmeisterschaften in Helsinki Sechste und holte in der Staffel mit dem sowjetischen Team erneut Bronze.

## Persönliche Bestzeiten
- 200 m: 22,96 s, 27. Juli 1983, Leningrad
- 400 m: 50,19 s, 21. Juni 1983, Moskau
  - Halle: 52,74 s, 18. Februar 1984, Moskau